# Rémunération variable
 (janvier 2021).
Si vous disposez d'ouvrages ou d'articles de référence ou si vous connaissez des sites web de qualité traitant du thème abordé ici, merci de compléter l'article en donnant les références utiles à sa vérifiabilité et en les liant à la section « Notes et références ».
 (juillet 2012).
La rémunération variable est l’une des composantes de la rétribution globale que peuvent proposer les entreprises à leurs salariés. 
Bonus, prime, part variable sont d’autres dénominations de la rémunération variable qui, en France, ne doivent pas être confondues avec l’intéressement (au sens de l’ordonnance de 1959, modifiée en 1986) ni avec la participation.
Par opposition au salaire (ou salaire de base) qui constitue une rémunération fixe, la rémunération variable est calculée en fonction des résultats ou performances atteintes soit au niveau individuel soit au niveau collectif. Par nature elle est variable et réversible d’une période de performance à la suivante.
Au sein de la rétribution globale, chaque composante se distingue par sa finalité. Celle de la  rémunération variable est de motiver les collaborateurs dans le sens des performances attendues à court terme (une année ou moins) par l’entreprise.

## Motiver dans le sens des performances attendues par l’entreprise
- Si vous ne connaissez pas le sujet, laissez ce bandeau (vous pouvez alors contacter les auteurs).
- Si vous supprimez le contenu mis en cause (vous pouvez préalablement contacter les auteurs),

argumentez précisément cette suppression dans la page de discussion
(un manque de référence n'est pas un argument ; une recherche réelle de référence doit avoir été effectuée, être formellement documentée).
Du point de vue de l’entreprise, il s’agit donc d’ « acheter » de la motivation. La motivation est le processus par lequel nous entreprenons d’agir et le mobile de toutes nos actions est de satisfaire nos désirs. L’apprentissage du processus enrichit notre côté « calculateur », il est déterminant dans l’intérêt objectif à agir, il intervient en modulation de la motivation. La frustration née d’un déficit prolongé entre désir et satisfaction obtenue génère l’inhibition et peut conduire à la démotivation totale. 
La motivation est un processus psychologique individuel délicat car très complexe dans laquelle on distingue :
- la boucle de la réalisation
- la boucle du désir
- la boucle de l’anticipation
- la boucle de l’apprentissage
- la boucle de l’inhibition

Le fait générateur de ce processus est la proposition faite par l’entreprise à ses collaborateurs d’un enjeu pour récompenser leur réussite suivant les axes de performance qu’elle a choisis.

### La roue de la motivation[1]
Nous appellerons « dispositif de rémunération variable » l’ensemble des modalités qui constituent cette proposition.
Du point de vue du bénéficiaire, on peut distinguer 5 étapes qui conduiront le collaborateur ou non à entrer dans un processus motivationnel :
- la première étape dans son processus de motivation est d’évaluer la faisabilité de la performance attendue par l’entreprise
- s’il la juge réaliste, la seconde étape sera d’évaluer l’effort  nécessaire pour y parvenir
- s’il est prêt à fournir cet effort, il le met en balance de l’enjeu qui est proposé. Cette troisième étape est décisive. Face à l’exigence de l’entreprise, le bénéficiaire y construit sa stratégie en spéculant sur ses futurs résultats, la manière de les atteindre et la rémunération variable qu’il peut en attendre. Il est en plein dans la boucle d’anticipation.
- à l’issue de cette étape, s’il estime que la proposition de l’entreprise en vaut la peine alors seulement il agira dans le sens des performances. Son action conduit à des résultats qu’il mettra en regard de son évaluation de la faisabilité et des efforts qu’il a effectivement produits.
- dans une quatrième étape, l'entreprise attribue la performance finale de la période au collaborateur ce qui constitue son résultat et qui déterminera la dernière étape de versement de la récompense. S'il existe un décalage dans l'évaluation de ce résultat entre la prévision faite du collaborateur et la réalité affichée par l'entreprise, le collaborateur percevra alors un sentiment d'injustice ce qui le sortira alors du processus motivationnel dans lequel il était entré.
- enfin, dans une cinquième et dernière étape, il juge en termes de satisfaction la valeur de la récompense qu’il perçoit effectivement. Si son jugement est positif, c'est-à-dire s’il n’est pas déçu par le décalage entre son anticipation et la réalité d’une part et si l’entreprise respecte sa promesse de récompense d’autre part, alors il reste motivé pour s’investir dans une nouvelle période de performance.

Ces cinq étapes incontournables pour la réussite d'un dispositif de rémunération variable constituent une roue de la motivation. L’apprentissage d’un même dispositif pendant plusieurs périodes renforcera sa maîtrise et donc sa motivation.

## Les différentes façons de calculer la rémunération variable
L’ensemble des modalités d’un « dispositif de rémunération variable » peut être très varié et plus ou moins élaboré. Néanmoins sa structure de base comporte forcément les éléments suivants :
- Les variables de performance ou de résultat prises en compte. Il s’agit ici de définir la période de performance, le périmètre pris en compte et l’indicateur du critère retenu pour chaque variable de performance. Par exemple :

Chiffre d’affaires nouveaux clients / Trimestriel / Département du Finistère
- Le mode de calcul de rémunération variable choisi pour être appliqué à chaque variable de performance et la définition de la progressivité de la rémunération qui lui est associé.

Par exemple un commissionnement de 5 % appliqué au …Chiffre d’affaires nouveaux clients / Trimestriel / Département du Finistère

Il n’existe pas de principe ou de mode de calcul unique, valable dans tous les contextes. Que ce soient les moteurs classiques tels que la prime d’objectif, le commissionnement ou la prime de classement ou des moteurs plus sophistiqués tel que l’engagement ou le commissionnement modulé, chacun possède des indications d’utilisation et des limites qui lui sont propres.

### Le commissionnement
Historiquement, c’est le moteur le plus ancien et également le plus simple. La rémunération est calculée directement en fonction du résultat auquel est appliqué un taux de commissionnement. Dans notre exemple le taux de commissionnement est de 5 %. Appliqué à un chiffre d’affaires nouveaux clients de 100 000 €, la rémunération correspondante est de 5 000 €. 
La progression de la rémunération est linéaire, déclenchée dès le premier euro de chiffre d’affaires réalisé. La sensibilité au résultat est donc constante et ne permet pas à l’entreprise d’exprimer son exigence de résultat. En revanche le commissionnement traduit très clairement l’exigence de rémunération de l’entreprise, c'est-à-dire combien elle est prête à payer pour quel résultat est atteint. 
Dans quelles conditions le commissionnement  est-il indiqué ?
Le commissionnement est orienté essentiellement sur la contribution au résultat global de l’entreprise. Sa linéarité  permet à l’entreprise d’en maîtriser mécaniquement le coût total mais présente aussi l’inconvénient de la condamner à se satisfaire de l’ambition de ses collaborateurs.
Il est employé le plus souvent pour rémunérer des commerciaux sur le volume de leurs ventes quand ceux-ci ne bénéficient que d’un minimum de rémunération garantie. Il est parfaitement adapté, par exemple, pour rémunérer des forces de vente extérieures à l’entreprise.

### Le commissionnement modulé
Les améliorations du commissionnement visent à introduire l’exigence de résultat de l’entreprise par l’ajout d’un accélérateur, c'est-à-dire un commissionnement sur un taux plus élevé à partir d’un certain seuil. Souvent appelé « commission de surperformance », cet accélérateur prouve justement qu’à elle seule la notion de contribution au résultat global n’est pas forcément synonyme de performance. L’importance de cette contribution est très souvent le fruit d’une progression capitalisée par le passé sous la forme, par exemple, d’un portefeuille de clientèle et qui produit un effet de rémanence pouvant aller jusqu’à une rente de situation pour les plus importants et les plus anciens contributeurs.
En plus de rompre la maîtrise mécanique du coût total, la commission de surperformance vient le cas échéant, renforcer l’effet de rente de situation en la rendant encore plus profitable. Dans le même temps, l’entreprise qui veut croître éprouve des difficultés à conserver les nouveaux collaborateurs qu’elle intègre car l’unicité du taux de commissionnement appliqué pour tous dès le premier euro ne leur permet pas de dégager une rémunération suffisante même s’ils réussissent de belles progressions. La rémunération de la performance est donc différée par le commissionnement, capitalisée dans la notion de portefeuille ou son équivalent, puis rémanente même si la performance n’est plus d’actualité. Or l’intérêt de l’entreprise est de motiver le plus grand nombre, ne pouvant faire l’impasse sur la performance ni des petits ni des gros.
Au prix d’une certaine sophistication mathématique, le commissionnement modulé intègre la valeur de la progression réalisée, en plus du résultat lui-même. Il ne s’agit donc plus d’une simple fonction à deux dimensions (résultat en abscisse et rémunération en ordonnée) mais d’une surface en trois dimensions (résultat, progression, rémunération), de telle sorte qu’un petit contributeur qui progresse fortement peut gagner autant qu’un gros qui a régressé… même si leurs contributions restent différentes. Sur cette surface, le commissionnement est agencé de façon que pour une même valeur de progression, la rémunération marginale supplémentaire qu’elle représente soit moins élevée pour les gros contributeurs que pour les petits. Ces derniers sont donc plus fortement incités sur le développement car leur rémunération croît plus vite en fonction de la valeur de leur progression. A contrario, l’effet produit pour les gros contributeurs est de les inciter autant sur la consolidation de leur contribution que sur le développement. D’ailleurs, à partir d’une certaine taille, la rémunération marginale supplémentaire liée à la progression cesse et celle-ci n’étant plus rémunérée qu’au titre de la contribution.
Notre axe supplémentaire permet donc de moduler le commissionnement en fonction de la performance, d’où le nom de commissionnement modulé, tout en conservant la maîtrise mécanique du coût total qu’apporte l’avantage de la linéarité. 

### La prime d’objectif
La rémunération est calculée en fonction du taux d’atteinte d’un objectif fixé initialement pour  la période de performance. L’enjeu est défini pour 100 % de réalisation de l’objectif et nous l’appellerons « la prime cible ». Le plus souvent, celle-ci est définie soit par un montant exprimé en euros soit en proportion du salaire de base, par exemple deux mois de salaire.
Sa progression est le plus souvent modulée, c'est-à-dire qu’elle est accélérée sur certaines plages de valeur du taux d’atteinte de l’objectif et décélérée sur d’autres. Elle comporte un seuil de déclenchement situé à une certaine distance en dessous de l’objectif, parfois matérialisé par une « marche » c'est-à-dire que l’atteinte de ce seuil génère immédiatement une rémunération non nulle voire déjà significative. Ceci n’est pas conseillé et provient de l’héritage des premiers dispositifs où la prime était nulle si l’objectif n’était pas atteint, générant une « marche » égale au montant de la prime cible. Bien sûr, au-delà du seuil, la progression devient continue et proportionnelle au dépassement de l’objectif. Néanmoins, dans certains dispositifs la prime au-delà de l’objectif peut, fort illogiquement, continuer de progresser par paliers successifs.
De cette description se dégagent deux idées intéressantes. D’une part l’unique incitation à atteindre et dépasser l’objectif qui est générée. D’autre part la difficulté pour le concepteur d’un tel dispositif, d’effectuer un réglage correct de l’enveloppe du coût total distribuée suivant le taux d’atteinte de l’objectif global aussi bien que de maîtriser la manière dont cette enveloppe sera répartie entre les individus.
Au contraire du commissionnement, la prime d’objectif est plus orientée sur l’exploitation d’un potentiel que sur la contribution à un résultat global. La prime d’objectif est indiquée lorsque l’Entreprise délègue un territoire exclusif avec la mise à disposition de ressources et de moyens importants. La prime « cible » qui est attribuée à l’atteinte de l’objectif peut être élevée et s’accompagne d’une rémunération fixe non négligeable qui rétribue les missions permanentes du collaborateur, importantes pour l’Entreprise dans le cadre de la délégation confiée.
La notion de plan d’action est au cœur de la relation entre le collaborateur  et l’entreprise, idéalement le ou les objectifs en sont la traduction chiffrée.
Comme on l’a déjà vu, la progression de la prime sera valablement modulée en fonction du taux d’atteinte de l’objectif afin de traduire des incitations claires et ciblées.
Si les avantages sont nombreux, l'incitation des bénéficiaires à atteindre et dépasser leur objectif engendre cependant certains inconvénients. La motivation par une prime d'objectif est en effet subordonnée à une condition majeure : l’adhésion du collaborateur à cet objectif et son engagement à le réussir
Le processus est toutefois difficile. Une réelle concertation qui ne renonce ni à la fixation d'objectifs ambitieux, ni à une réelle adhésion du collaborateur relève à l'évidence de la conciliation d'intérêts antagonistes. Il en découle le développement de comportements contre-productifs dont les effets pervers sont la source de difficultés profondes de management.
Dans la détermination de l’objectif, accroissement du chiffre d’affaires, réduction des dépenses peu importe, le salarié a intérêt à ce que soit fixé un objectif minoré, facile à dépasser et qui lui permette d’accroître sans effort sa rémunération.
De son côté, l’entreprise n’aurait aucun avantage à récompenser la réalisation d’objectifs médiocres. Au contraire, des objectifs ambitieux « tirent » les performances et c’est là précisément le principe fondateur de l’instauration d’une prime d’objectif. 
On conçoit aisément, l’impossibilité qu’il y aura de générer une motivation réelle, saine et durable sur la base d’une incitation qui place le collaborateur et l’entreprise en conflit d’intérêt.
Pour réconcilier l'intérêt du collaborateurs avec celui de l'entreprise et pour éliminer les effets pervers des primes d'objectifs, il faudrait associer le collaborateur à la définition de ses objectifs, corréler montant de prime et résultat : plus le résultat est élevé, plus la prime doit être importante et promouvoir l'ambition et la fiabilité des objectifs.

### Le procédé d’engagement
L’émergence de cette nouvelle motivation  est obtenue grâce à un procédé de calcul innovant dans lequel un faisceau de courbes de Gauss arrangées judicieusement produit la combinaison de deux nouvelles incitations plus élaborées que l’incitation d’une prime d’objectif traditionnelle à atteindre et dépasser l’objectif :
- inciter le bénéficiaire à s’engager sur l’objectif réaliste le plus ambitieux possible
- une fois l’objectif fixé, inciter le bénéficiaire à réaliser la meilleure performance

Le faisceau des courbes de Gauss traduit mathématiquement les améliorations recherchées par rapport à une prime d'objectif traditionnelle. La prime croit toujours avec le niveau de résultat obtenu, mais le gain marginal diminue lorsque l'écart par rapport à l'objectif augmente (non-atteinte ou dépassement). Il en résulte que l'atteinte d'un objectif ambitieux est plus rémunératrice que le dépassement d'un objectif minoré. La part du hasard liée à la réalisation de toute prévision est atténuée et les stratégies perverses déjà évoquées perdent tout simplement leur intérêt.
Une réelle logique « gagnant-gagnant » est instaurée sur la base de l’optimisation de plans d’action solides proposés par le bénéficiaire et, après concertation, leur validation par le management.
Plusieurs conditions doivent être réunies pour assurer le succès d’un dispositif intégrant le moteur de calcul de l’Engagement.
Tout d’abord, l’existence réelle d’une délégation confiée aux bénéficiaires ; ceux-ci ne peuvent pas être de simples  exécutants. Un fonctionnement correct des délégations dans l’Entreprise et l’implication concrète du management dans l’animation du dispositif de prime tout au long de l’année sont également nécessaires. Effectivement, il faut bien comprendre que l’Engagement représente une certaine violence imposée aux bénéficiaires ; pour certains, il leur faudra renoncer à de profitables martingales (souvent, ils le feront d’ailleurs sans aucune pudeur). D’autre part l’Entreprise leur transfert à tous une responsabilité forte sur leur objectif. Il ne leur sera plus possible de s’amender d’une contre-performance par un simple et péremptoire  « … de toute façon, les objectifs étaient mal calculés ».   
Enfin, l’Entreprise doit fournir un outil de communication et de simulation simple et imagé, permettant aux bénéficiaires de spéculer sur leurs plans d’action, les niveaux d’objectif et de primes correspondants. Cette phase de spéculation par la simulation est d’ailleurs très puissante dans le processus psychologique de la motivation et il est toujours recommandé pour l’Entreprise, quels que soient les moteurs de calcul mis en œuvre dans ses dispositifs, de faciliter cette phase d’appropriation.

### La prime de classement
Le principe en est simple et connu de tous. Les performances sont classées de la meilleure à la plus mauvaise et un montant de prime correspondant à chaque rang de classement est alloué qui décroit avec le rang de classement.
Seule la relation d’ordre entre les performances est conservée, les distances qui les séparent n’entrent plus en ligne de compte. De ce fait la performance est réduite à la seule compétitivité interne ; la prime dépend  de la performance des autres et donc l’enjeu n’est pas défini à priori ce qui est un handicap sérieux dans la boucle de l’anticipation du processus de motivation.
Le coût total, la sélectivité et la discrimination d’un tel dispositif sont parfaitement maîtrisé puisqu’il y aura forcément un premier et un dernier et que le montant de prime correspondant à chaque rang est défini à priori. Dans sa forme classique, le coût total d’un dispositif de prime de classement est donc fixe quelle que soit la performance globale qui sera réalisée : l’entreprise n’y formule ni exigence de résultat ni exigence de rémunération.
La prime de classement est le seul mécanisme de rémunération variable possible dans le cas où il est impossible d’étalonner les performances à priori ni de définir l’exigence de rémunération (lancement de nouveaux produits par exemple).

### Améliorations de la prime de classement
La première amélioration consiste à rompre le principe de l’enveloppe fermée en la faisant varier en fonction du résultat total qui est atteint. Mais comment pratiquer ? L’idée la plus simple est comme souvent la plus mauvaise ; on calcule un coefficient multiplicateur en fonction du résultat total qui est atteint puis ce coefficient multiplicateur est appliqué à la prime allouée de chaque rang du classement. De cette façon, dans le cas du succès collectif, on augmente significativement la prime déjà élevée du meilleur et, en contraposée, la prime des moins bons est très peu affectée. Si le dispositif prévoit initialement d’allouer une prime nulle au-delà d’un certain rang, cette sélectivité reste identique puisque le coefficient multiplicateur appliqué à une prime nulle donne une prime nulle !
En ne motivant pas le plus grand nombre, un tel dispositif sera peu efficace car la seule performance des meilleurs ne suffira pas pour construire un véritable succès collectif. Au contraire, il faut que la bonification améliore en priorité la prime des moins bons, tout en respectant bien sûr la hiérarchie des primes du classement. Avec ce principe, la sélectivité qui diminue et si le succès était infini, la prime de tous serait égale à celle du premier. Inversement, en cas d’échec collectif, la sélectivité augmente et c’est la prime des meilleurs qui est la moins affectée. L’expérience montre d’ailleurs que la performance de ces derniers reste souvent très convenable tandis que celle des moins bons est au contraire très mauvaise.
La seconde amélioration consiste à rendre compte des distances en conservant le principe, propre au classement, d’une prime dépendante  de la performance des autres et donc d’un enjeu qui n’est défini qu’à postériori. Encore une fois, on y parvient au prix d’une sophistication mathématique en constatant que le classement est une application d’un ensemble continu (les performances) vers l’ensemble discret des entiers naturels. Pourquoi ne pas choisir plus tôt l’ensemble des nombres relatifs ? Ainsi, on définit une prime continuement décroissante correspondant à des rangs continus, par exemple 2,713e. La performance suivante pourrait correspondre au rang 2,74e dont la prime correspondante serait légèrement inférieure. L’écart entre les rangs de classement correspond aux distances qui séparent les performances les unes des autres et il serait possible qu’aucune performance ne corresponde au rang 3e.

### Les primes qualitatives
Il s’agit de prendre en compte la performance des collaborateurs sur un plan qualitatif. Ainsi définie, l’approche est très globale et porte en elle-même de nombreuses ambiguïtés. La première entre ce qui tient à la qualité ou bien réellement d’une appréciation qualitative. Ensuite, est-il possible de préciser les différents éléments qui composeront l’appréciation ? Si ce n’est pas le cas, le collaborateur s’en remet au jugement de sa hiérarchie. Au début, les évaluations pourront être très différentes d’un manager à l’autre et on constate qu’en quelques années elles tendront à être de plus en plus positives et homogènes alors que les progrès constatés en réalité sont minces. Le courage managérial est mis à mal par le principe d’une appréciation globale et tire l’exigence vers le bas.
La difficulté provient évidemment de la subjectivité. Soit la performance est précisée et quantifiable sur quelques critères prioritaires, soit au contraire les critères à prendre en compte sont très nombreux, difficilement quantifiables, non réductibles car indépendants les uns des autres, sans qu’aucun ne soit prépondérant. Dans la première éventualité, on est ramené au cas général des critères de performance quantitatifs et il suffira de vérifier que leur distribution suit une loi Normale avant de décider  de les retenir dans un dispositif de rémunération variable.
La seconde éventualité est de très loin la plus fréquente. Nous conseillons alors de définir les quelques thèmes majeurs dans l’appréciation et de les décliner en de nombreux items factuels dont l’appréciation pourra être directe et binaire.

## Aux frontières de la rémunération variable
Il faut souligner l’importance de la rémunération variable dans l’activité professionnelle qui, au-delà de la rétribution qu'elle représente, exprime également la valorisation et la reconnaissance de l’entreprise vis-à-vis de l’action et des performances de chacun. Les sujets périphériques à la gestion efficace de la rémunération variable sont principalement :

### La fixation des objectifs et leur déclinaison au niveau individuel
Des objectifs mal fixés conduisent à une exigence trop faible pour les uns, exagérée pour les autres. La réussite sera facile mais relative pour les premiers et impossible pour les seconds. À l’issue de la période de performance, on constatera une distribution des taux d’atteinte très dispersée. Quelle interprétation en sera faite ? Le critère est-il très volatil ? La qualité des bénéficiaires est-elle très hétérogène ? La déclinaison des objectifs est-elle biaisée ? La conséquence risque, hélas, ne pas faire débat : la performance collective est moins bonne que ce qu’elle aurait dû être !

### Le choix des critères de performance
N’importe quel critère n’est pas éligible pour être utilisé dans un dispositif de rémunération variable. Par exemple, la tentation est forte d’évaluer la performance individuelle sur un critère de performance qui n’a de sens qu’à un niveau global ou bien à un niveau de management plus élevé.
Il est également important de distinguer une performance d’un résultat. La performance consiste souvent en un résultat relativisé par l’éclairage d’une autre variable traduisant la compétitivité interne, externe (vis-à-vis de la concurrence) ou la progression. On reconnait un bon critère de performance à sa distribution qui doit suivre une loi Normale.
Enfin, dans un dispositif, le nombre des critères doit être limité. Sinon les collaborateurs définissent eux-mêmes propres leurs priorités qui peuvent, globalement, ne pas coïncider avec la motivation  que souhaitait générer initialement l’entreprise. D’autre part, cela conduit à un saupoudrage de la rémunération variable qui dénature toutes les caractéristiques souhaitées du dispositif.

### L’implication managériale et l’animation d’un dispositif
Le plus souvent, le management de proximité n’est pas à l’origine de la conception des dispositifs,  c’est pourtant bel et bien un levier de motivation que lui procure l’entreprise. Il doit donc impérativement le soutenir et l’animer, en être de l’ambassadeur auprès de son équipe. De son côté, l’entreprise ne doit pas espérer « manager par la prime ».

## Conclusion
Son apparente simplicité ne doit pas conduire ni à une conception ni à une utilisation simpliste de la rémunération variable. Les difficultés techniques ne doivent pas non plus être ignorées à qui veut instaurer une motivation efficace pour un coût maitrisé. L’enjeu de la rémunération variable est  séduisant à juste titre, il justifie une grande attention de toute la chaîne mise en œuvre depuis la conception jusqu’à l’animation et la communication. Enfin, nous conclurons par une dernière remarque. Il est vain de vouloir récompenser les efforts, seule la performance doit l’être qu’elle soit réussie facilement ou non.  La rémunération variable représente une part de violence que l’entreprise qui l’instaure ne doit pas ignorer : analyser les effets générés, veiller à l’équité, calculer et payer juste et sans retard.